# Утино, Масао
Масао Утино (яп. 内野 正雄, 21 апреля 1934, Канагава — не позднее апрель 2013) — японский футболист.

## Клубная карьера
На протяжении своей футбольной карьеры выступал за клуб «Фурукава Электрик».

## Карьера в сборной
С 1955 по 1962 год сыграл за национальную сборную Японии 18 матчей, в которых забил три гола. Также участвовал в Олимпийских играх 1956 года.

### Статистика за сборную
| Сборная Японии | Сборная Японии | Сборная Японии |
| Год            | Матчи          | Голы           |
| -------------- | -------------- | -------------- |
| 1955           | 4              | 1              |
| 1956           | 3              | 1              |
| 1957           | 0              | 0              |
| 1958           | 1              | 0              |
| 1959           | 4              | 1              |
| 1960           | 1              | 0              |
| 1961           | 2              | 0              |
| 1962           | 3              | 0              |
| Итого          | 18             | 3              |

## Достижения
- Обладатель кубка Императора (3): 1960, 1961, 1964